# (10263) Vadimsimona
(10263) Vadimsimona est un astéroïde de la ceinture principale.

## Description
(10263) Vadimsimona est un astéroïde de la ceinture principale. Il fut découvert le 24 septembre 1976 à Naoutchnyï par Nikolaï Tchernykh. Il présente une orbite caractérisée par un demi-grand axe de 2,66 UA, une excentricité de 0,17 et une inclinaison de 10,4° par rapport à l'écliptique.

## Compléments